# Mary Goodnight
Mary Goodnight is een personage uit een aantal James Bondromans van de Engelse schrijver Ian Fleming, en uit de James Bondfilm The Man With The Golden Gun, waar ze gespeeld wordt door Britt Ekland. Mary Goodnight is de opvolger van Bonds eerste secretaresse Loelia Ponsonby.

## Boeken
Mary verschijnt voor het eerst in de elfde Bondroman On Her Majesty's Secret Service waar ze Loelia Ponsonby vervangt als secretaresse voor James Bond. Mary is gelijk heel wat minder streng dan Loelia.
Mary keert terug in de twaalfde roman You Only Live Twice. Hier is haar rol een stuk kleiner,  ze heeft hier slechts een paar zinnen te zeggen. 
Ook in de dertiende Bondroman The Man With the Golden Gun heeft ze een rol. In deze roman heeft Goodnight opeens blond haar, maar in de twee romans hiervoor had ze blauw-zwart haar. In The Man With The Golden Gun is de rol van Goodnight een heel stuk uitgebreider. Ze brengt in deze roman post naar Kingston in Jamaica na de veronderstelde dood van Bond, maar eigenlijk is dat een dekmantel om Bond te helpen bij de bouw van een hotel op Jamaica om Francisco Scaramanga te schaduwen.

## Film
In de films komt Goodnight alleen voor in de negende Bondfilm The Man With The Golden Gun, ze heeft net als in de roman blond haar. Ze verschijnt voor het eerst in Hongkong als James Bond op een zoektocht is naar Francisco Scaramanga die een gouden pistool bezit. Mary heeft hier de opdracht gekregen Bond te helpen.
Mary brengt Bond met de auto naar een hotel waar Francisco Scaramanga's vriendin Andrea Anders zit. Mary is later in de film weer terug in Bangkok, waar ze met Bond en de Chinese Luitenant Hip meeloopt naar de auto waarmee Bond weggebracht wordt. Later bij Bonds hotel in Bangkok weet Bond bij een diner Mary te verleiden. Mary zegt dan dat ze niet wil dat Bond haar gebruikt voor zijn plezier.
Later op Bonds hotelkamer willen Bond en Goodnight met elkaar naar bed maar ze worden onderbroken door Andrea Anders, waarmee Bond later naar bed gaat terwijl hij Goodnight in zijn kledingkast opsluit. Twee uur later haalt Bond haar weer uit de kast waarbij ze vertelt dat ze ontslag wil nemen bij MI6.
Later bij een worsteltoernooi ontmoet Bond Scaramanga terwijl hij bekeken wordt door Goodnight en Luitenant Hip. In dit gesprek tussen Bond en Scaramanga wordt Bond onder schot gehouden door Scaramanga's dwerghulpje Nick Nack. Goodnight krijgt uiteindelijk de zonnecel Solex Aligator waar Bond al een hele tijd achteraan zit.
Als Goodnight later een zender wil plaatsen in de achterbak van Nick Nack wordt ze door Scaramanga in de achterbak geduwd. Bond gaat er meteen achteraan in de nieuwe auto van de Amerikaanse Sheriff J.W Pepper, die in de vorige Bondfilm (Live and Let Die) ook voorkwam. Bond slaagt er uiteindelijk niet in Mary te redden en Scaramanga en Nick Nack vliegen weg met Mary als ze hun auto laten vliegen.
Bond gaat erachteraan bij de Phuket-eilanden. Eenmaal daar tijdens een diner met Scaramanga komt Mary tevoorschijn in een bikini. Bond gaat na het diner een vuurwapenduel aan met Scaramanga waarbij Mary vastgehouden wordt door Scaramanga's hulpje Kra. Na het schietduel wordt Mary meegenomen.
Bond slaagt er uiteindelijk in om Scaramanga te doden in zijn eigen spookhuis. Mary vermoordt Kra door hem in vloeibaar helium te slaan. Mary komt veilig terecht bij Bond. Maar dan ontdekt Bond dat het een fout was om Kra in het helium te slaan omdat ze dan niet veel tijd hebben voordat alles ontploft.
Bond weet dat te voorkomen en ontsnapt met Goodnight op Scramanga's boot, waar ze met elkaar naar bed gaan. Terwijl Mary geniet ziet ze Nick Nack boven hen met een mes. Bond en Nick Nack beginnen te vechten terwijl Mary met het laken naast het bed ligt. Bond slaagt er uiteindelijk in Nick Nack op te sluiten. Bond keert terug naar het bed met Mary en wordt vervolgens gebeld door M, die hem feliciteert met zijn geslaagde missie. 